# Albère

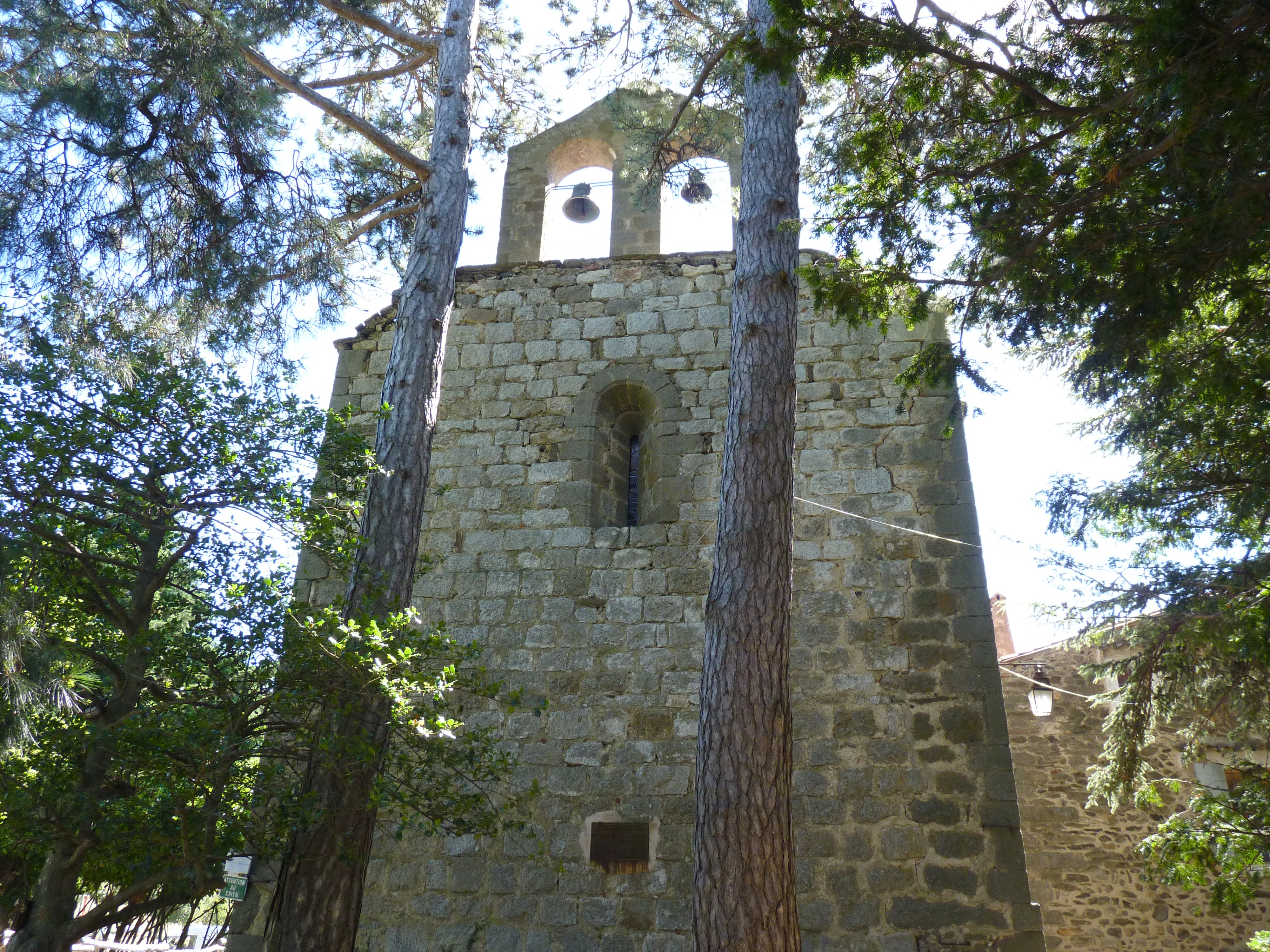
Kościół św. Marcina (2010)

Albère – miejscowość i gmina we Francji, w regionie Oksytania, w departamencie Pireneje Wschodnie.
Według danych na rok 1990 gminę zamieszkiwały 54 osoby, a gęstość zaludnienia wynosiła 3 osoby/km² (wśród 1545 gmin Langwedocji-Roussillon Albère plasuje się na 846. miejscu pod względem liczby ludności, natomiast pod względem powierzchni na miejscu 433.).

## Populacja

Populacja Albère w latach 1962–2008